# Vinyl (film, 1965)
Vinyl je experimentální černobílý film amerického umělce Andyho Warhola z roku 1965. Jde o adaptaci knihy Mechanický pomeranč od anglického spisovatele Anthonyho Burgesse. Warhol od autora koupil práva na natočení filmu za 3000 dolarů. Do podoby scénáře knihu přepsal Warholův častý spolupracovník Ronald Tavel. Snímek měl premiéru dne 4. června 1965 u Jonase Mekase. Stalo se tak šest let předtím, než knihu zfilmoval Stanley Kubrick (Mechanický pomeranč). Ve filmu vystupovali například Gerard Malanga, Edie Sedgwick, Ondine a Tosh Carillo. Film je součástí knihy 1001 filmů, které musíte vidět, než zemřete.